# مويرا كاميرون
مويرا كاميرون (بالإنجليزية: Moira Cameron)‏ هي عسكري بريطانية، ولدت في 1964 في Furnace, Argyll ‏ في المملكة المتحدة.